# Shane Lowry (golfista)
Shane Lowry (Mullingar, Irlanda, 2 de abril de 1987) é um jogador profissional irlandês de golfe que disputa o European Tour e o PGA Tour. Ele venceu o Aberto Irlandês como amador em 2009 e o WGC-Bridgestone Invitational em 2015). Foi vice-campeão do U.S. Open de 2016.

## Carreira

### The Open de 2019
No Aberto Britânico de 2019, Lowry venceu o torneio com uma pontuação de -15 abaixo do par. Ele conseguiu um recorde do campo de 63 tacadas na terceira rodada e obteve uma margem de vitória de seis tacadas após a última rodada.

## Títulos

### Torneios Major´s (1)
| Ano  | Campeonato            | Resultados            | Margem    | Vice-campeão    |
| ---- | --------------------- | --------------------- | --------- | --------------- |
| 2019 | The Open Championship | −15 (67-67-63-72=269) | 6 tacadas | Tommy Fleetwood |